# Carbon-14
Carbon-14, 14C, hay carbon phóng xạ, là một trong các đồng vị phóng xạ của nguyên tố carbon với hạt nhân chứa 6 proton và 8 neutron. Sự có mặt của nó trong vật chất hữu cơ là cơ sở cho phương pháp định tuổi bằng đồng vị carbon do nhà hóa lý Willard Libby và cộng sự (1949) sử dụng nhằm xác định tuổi của các mẫu khảo cổ học và địa chất kỷ Đệ tứ.
Carbon-14 do các nhà vật lý và hóa học Martin Kamen và Sam Ruben phát hiện vào ngày 27 tháng 2 năm 1940 tại Phòng thí nghiệm Phóng xạ Đại học California ở Berkeley, mặc dù sự tồn tại của nó đã được Franz Kurie dự đoán từ năm 1934.
Có ba loại đồng vị của carbon xuất hiện trong tự nhiên trên Trái Đất: 99% là carbon-12, 1% là carbon-13, và carbon-14 xuất hiện với một lượng rất nhỏ, chiếm khoảng một phần nghìn tỷ (0,0000000001%) của carbon trong khí quyển. Chu kỳ bán rã của carbon-14 là 5.730±40 năm. Carbon-14 phân hạch thành nitơ-14 thông qua phân rã beta. 
Nguồn chính trong tự nhiên của carbon-14 trên Trái Đất là do tia vũ trụ bắn phá nitơ trong bầu khí quyển, và do đó các nhà khoa học còn gọi nó là nuclit vũ trụ. Tuy vậy, những vụ thử vũ khí hạt nhân trong khí quyển giai đoạn 1955–1980 cũng đóng góp một phần vào lượng này.
Các đồng vị khác nhau của carbon có tính chất hóa học gần như nhau. Đặc tính này đã được áp dụng trong các nghiên cứu hóa học và sinh học với kỹ thuật đánh dấu carbon: người ta sử dụng nguyên tử carbon-14 nhằm thay thế đồng vị carbon không phóng xạ nhằm theo dõi dấu vết các phản ứng hóa học và hóa sinh có sự tham gia của các nguyên tử carbon trong bất kỳ một hợp chất hữu cơ nào.

## Nguồn gốc và phân rã phóng xạ

1: Sự hình thành của carbon-14
2: Phân rã của carbon-14
3: Phương trình "cân bằng" cho các cơ thể còn sống, và mất cân bằng cho các sinh vật đã chết, trong đó C-14 phân ra (xem 2).

## Hình thành trong các vụ thử hạt nhân

Mức độ ^{14}C ở New Zealand và Áo. Đường cong của New Zealand đại diện cho bầu khí quyển bán cầu nam, đường cong của Áo đại diện cho bán cầu bắc. Các vụ thủ hạt nhân trong khí quyển đã làm tăng gấp đôi mật độ tập trung của ^{14}C ở bán cầu bắc.